# Rohr (entreprise)
 (avril 2015).
Si vous disposez d'ouvrages ou d'articles de référence ou si vous connaissez des sites web de qualité traitant du thème abordé ici, merci de compléter l'article en donnant les références utiles à sa vérifiabilité et en les liant à la section « Notes et références ».
Goodrich Aerostructures Group. anciennement Rohr, Inc, est une société aérospatiale industrielle, ayant son siège à Chula Vista en Californie, au sud de San Diego. C'est une filiale de Goodrich, fondée sous le nom de Rohr Industries.
Les produits principaux de Rohr sont les aérostructures, dont les nacelles de moteurs, les inverseurs de poussée et les pylônes de montage pour avions militaires et commerciaux. Rohr assure également l'intégration et la gestion de ses créations avec d'autres systèmes de l'aviation. Les autres produits comprennent les APU, les surfaces de commande de vol, et les pièces d’aéronefs.

## Historique
Frederick H. Rohr, qui a créé les réservoirs de carburant pour l'avion de Charles Lindbergh, le Spirit of St. Louis, a fondé Rohr Aircraft Corporation, le 6 août 1940, avec l'aide de Reuben H. Fleet après l'avoir contacté pour un emploi. Elle profite de l'économie de guerre pour fortement s'agrandir.
Elle passe d’environ 9 500 salariés en 1944, majoritairement des femmes, à moins de 1 000 salariés, presque tous des hommes, en 1946 après la fin de la Seconde Guerre mondiale.
La société a été immatriculée sous le nom de Rohr Corporation en 1969, et changera son nom pour Rohr Industries, Inc. en 1971.
Dans les années 1960 et 1970, Rohr Industries se tourne vers la fabrication d'équipements pour le transport en commun. La société fabrique notamment des autorails pour le BART dans la région de la baie de San Francisco, et les 300 premières voitures du métro de Washington de Washington, DC. En 1970, Rohr Industries a conduit une expérimentation sur la conception d'un aérotrain, sous licence Bertin, nommé Urban Tracked Air Cushion Vehicle (UTACV), et a acheté les droits pour la conception et la construction de Monocab en le transformant en ROMAG. La même année, Rohr a acquis la société Flxible, un fabricant d'autobus, ce qui a permis de produire le Transbus design pour le Flxible Metro. Rohr a cessé cette diversification à la fin des années 1970.
Rohr Industries est devenue Rohr, Inc. en 1992. Autrefois cotée sur le marché de New York Stock Exchange sous le code mnémonique RHR, elle a été acquise par la société Goodrich en 1997.